# Ukrainische Botschaft in Nikosia
Die Ukrainische Botschaft in Nikosia ist die diplomatische Vertretung der Ukraine in der Republik Zypern. Das Botschaftsgebäude befindet sich in der A. Miaouli in Engomi, Nikosia. Ukrainischer Botschafter in Zypern ist seit August 2020 Ruslan Nimtschynskyj.

## Geschichte
Nach dem Zerfall der Sowjetunion erklärte sich die Ukraine im August 1991 für unabhängig. Die Republik Zypern erkannte am 27. Dezember 1991 die Ukraine als Staat an. Die Aufnahme diplomatischer Beziehungen wurde am 19. Februar 1992 vereinbart. Die Botschaft in Zypern wurde im Juni 2003 eröffnet, nachdem seit August 1999 das Generalkonsulat in Nikosia bestand.  und der Botschafter in Israel eine Nebenakkreditierung erhielt. Als erster residierender Botschafter war Borys Humenjuk akkreditiert. Nach seiner Dienstzeit 2003–2007 kehrte er 2012–2019 nach Nikosia zurück.
Gegenwärtig leben etwa 4000 Ukrainer in der Republik Zypern. Im März 2017 wurde eine Gesellschaft der Ukrainisch-zyprischen Freundschaft gegründet.

## Konsulareinrichtungen der Ukraine in Zypern
- Konsularabteilung der Botschaft der Ukraine
- Generalkonsulat in Nikosia (1999–2002)

## Botschaftsgebäude in Zypern
Sitz der Botschaft ist die A. Miaouli 10 in der Vorstadt Engomi südwestlich der zyprischen Hauptstadt.

## Botschafter und Gesandte der Ukraine in Zypern
- Dmytro Markow (Botschafter in Israel, 1999–2002)

- Borys Humenjuk (2003–2007)
- Oleksandr Demjanjuk (2007–2012)
- Borys Humenjuk (2012–2019)
- Natalija Sirenko (2019–2020)
- Ruslan Nimtschynskyj (2020–)